# ドラムコー
ドラムコー (Drum Corps) とは、金管楽器と打楽器、シンセサイザー、カラーガードによって構成されるマーチングアンサンブルである。
多くの場合、独立した非営利団体として運営され、コンペティション、パレード、フェスティバルなどでパフォーマンスを行う。マーチングバンドの一形態とも言えるが、起源は軍隊における歩調合せ及び信号伝達部隊であり、マーチング活動を行う吹奏楽団（マーチングバンド）とは別の歴史を歩み、今日に至っている。
各団体は概ね8分程度の新しいショーを毎年披露する。クラシック、ジャズ、ビッグバンド、コンテンポラリー、ロック、ラテン音楽、ブロードウェイなど幅広いジャンルがレパートリーに用いられる。
太鼓は、徒歩による行軍中の歩調を統一するため古代ローマ時代から用いられた。信号ラッパは、無線等の通信設備の存在しない時代に、大規模化した軍隊に命令を伝達するための有効な手段であった。その後、訓練の一環として、また公式行事等における儀礼的な演奏を目的として発達してきた。現在では軍隊に留まらず、青少年の健全育成や、社会人の趣味としての音楽活動としても行われている。DCI（Drum Corps International:ドラムコーインターナショナル）と呼ばれる世界大会がある。

## アメリカでの歴史

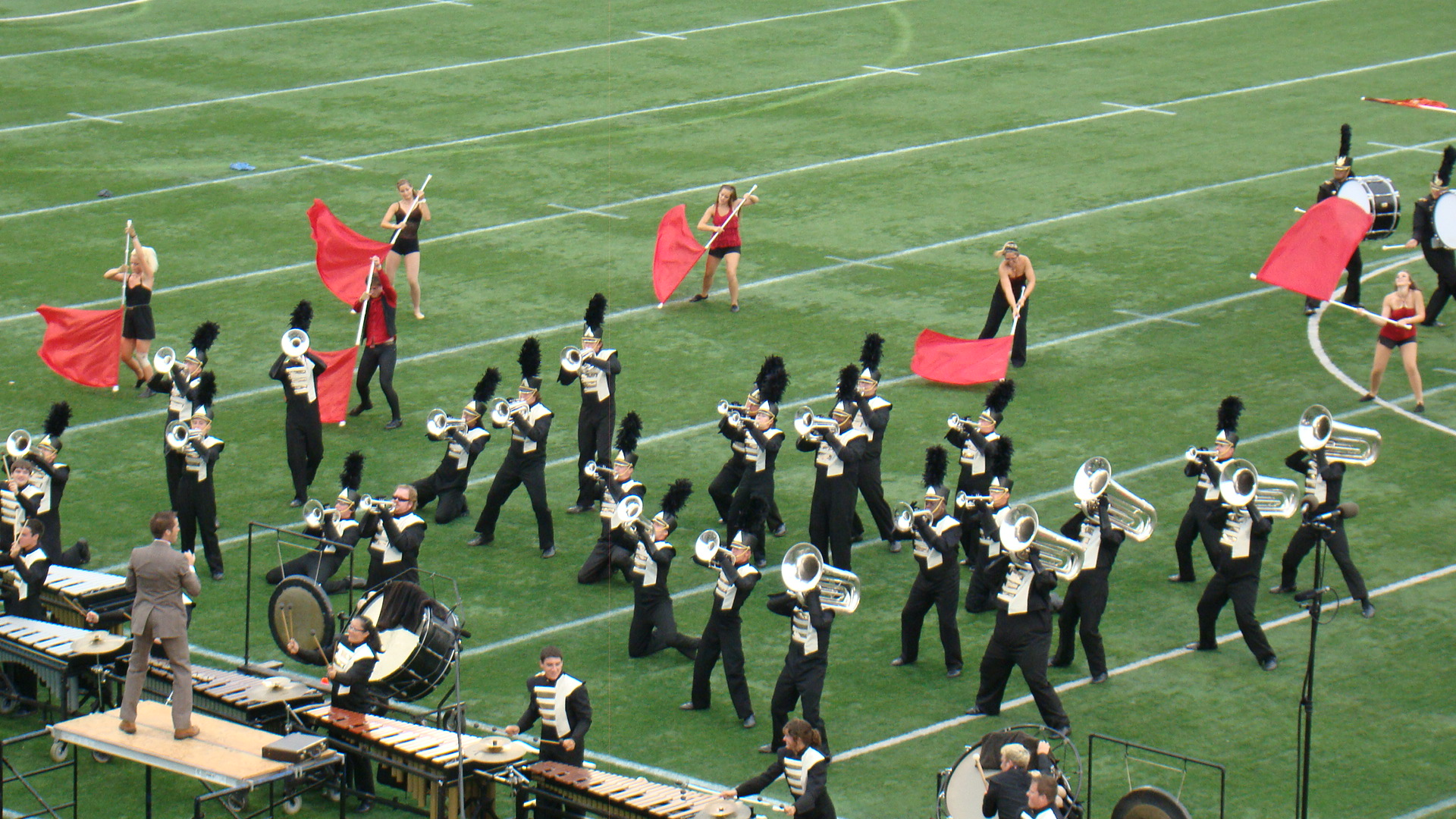
カロライナ・ゴールドの演奏（2011年のDCA大会）

ドラムコーはその他のマーチングミュージックとは別に、アメリカとカナダの軍隊史に由来する。第一次大戦後から1970年代にかけて各ドラムコーや大会はしばしばVFW、Scout troops、教会、the Royal Canadian Legion、the American Legionなどに支援されてきた。このような背景からドラムコーは伝統的に軍隊的だった。
1960年代後半、各団体はより創作の自由やより良い経済的な支援を求めるようになった。スポンサーの経済的支援が全ての団体に対して公平に保証されていないと感じた者もいた。加えて審査方法が構成や音楽の観点から窮屈だと感じた者もおり、約1000ずつ存在していたアメリカとカナダのドラムコーのうちのいくつかが「unionize」(団結）することを決めた（提唱したのはCaveliersのファウンダーであるDon Warrenである）。彼らは自ら組織を立ち上げ、後のDCA（1965年設立）、DCI(1972年設立)設立の礎を築いた。この時にはすでに多くの団体が教会やコミュニティーのスポンサーを失っている。
生き残った団体にとっては、コンテストの数が減少するにつれ、より長い移動時間が必要になり組織やメンバーの経済的、時間的負担がさらに増した。同時に、年々複雑さを増すショーに対してクリエイティビティやインストラクションの要求が高くなったことから多くの団体の活動が不安定になり解散するケースが増加した。1990年後半時点で60年代、70年代から活動していた団体はごく一部であった。しかしながら新規に創設されたいくつかの団体が成功を納めた。
1960年代後半の伝統的で制限の多いルールから解放され各団体はB♭管楽器の採用、テンポ、複雑で左右非対称なドリルフォーメーション、精巧なカラーガードの衣装やプロップ、大型鍵盤楽器の使用など革新的な変化を起こしてきた。典型的なドラムコーに対する批判はマーチングバンドとの類似点が多すぎることであるが、ごく一部ではあるがDCIでは滅多に見かけないビューグルを使用している団体もあり、この二つの演奏形態は明確に区別されている。

## 日本での歴史

### 1970年代から1980年代前半
70年代以降、日本国内にDCAやDCIが紹介され、国内における草分け的な団体が誕生した。
1971年に須磨ノ浦女子高等学校（現・兵庫大学附属須磨ノ浦高等学校）にドラム＆ビューグルコー（かつて存在したベンチャーズの前進）が創部された。
1975年には日本ビューグルバンドが日本の一般団体として初めてDCIにエキシビション参加し、このことをきっかけに国内でもDCIが徐々に認知されるようになった。また同時期に和歌山県において創価学会の音楽隊がドラムコー編成によるマーチングを始めた 。
80年代に入り東京では、まず1980年に創価ルネサンスバンガードの前進である東京ビューグルバンド（創価学会富士吹奏楽団）が結成され、さらにそのメンバーらが創価大学においてロイヤルキルティーズ（現Pride of Soka）を創立した。
神奈川県では、日本ビューグルバンドの中でG管ビューグルを志向するメンバーらが1982年にYokohama INSPIRESを結成した。

### 1980年代後半から1990年代
80年代後半からは全国的にドラムコーの数が増え、後に全国組織であるドラムコージャパン（DCJ）も設立された。また、DCIやDCAの大会に参加する団体も現れた。
90年代にかけては、新たに設立されるか、既存の団体が楽器を変更することにより、多くのドラムコーが誕生した。代表的なコーとその設立年（公式サイト等による）を下表に示す。
| 設立年 | 団体名 （†：楽器の変更）                                 |
| ------ | -------------------------------------------------------- |
| 1988年 | Hachioji Cherries†                                       |
| 1989年 | PHOENIX REGIMENT† 1989 JOKERS THE YOKOHAMA SCOUTS        |
| 1991年 | Imperial Sound† La Fiesta† Sensational ZIP SONIC LANCERS |
| 1992年 | G-PULSATION Legend of ANGELS Maximum                     |
| 1997年 | Tokyo Phoenix† Tokushima Indigoes Yamato                 |

高校・一般団体以外でも、岡山県では岡山県警察音楽隊が1987年にドラムコー編成となり、第1回マーチング・イン・オカヤマにも出演した。
また、90年代には日本の団体のDCIへのエントリーが相次いだ。
高校の団体では、1991年にPHOENIX REGIMENTがDCI CLASS A-60に出場し、さらに1993年と1995年にもDiv.3で出場した。
一般団体ではまず、1992年に創価ルネサンスバンガードがDiv.2に出場した。その後継続的にDCIにエントリーするBay MaxやYamatoのような団体が出現し、THE YOKOHAMA SCOUTSも1996年を皮切りに複数回エントリーしている。また、やや下って2002年と2004年にはYokohama INSPIRESがDCAに参戦した。
ドラムコーが増える中、1994年にはその全国組織であるドラムコージャパン（DCJ）が設立された。それまで各団体は日本マーチングバンド・バトントワーリング協会主催の大会やマーチング・イン・オカヤマ等に参加しており、他の編成のマーチングバンドと一律に審査されていた。DCJが設立されたことで、ドラムコー専門の大会が開かれるようになった。

### 2000年代以降
一時はその数を増やしたドラムコーだったが、2000年以降は活動を休止する団体も目立つようになった。また、DCIのレギュレーション改正の影響が日本のドラムコーの趨勢にも及んだ。さらに、楽器の編成だけでなく、メンバー構成や活動形態に関しても、ドラムコーの在り方は多様化している。
少子化等の社会情勢により、ドラムコーの団体数は減少の一途を辿った。また、1999年にDCIのレギュレーションが改正され、事実上ドラム＆ビューグルコー⇔G管ビューグル使用団体ではなくなった。このことは、日本国内でも一部のコーのマーチングブラスへの転換を促した。こうした背景から、2007年にはDCJが大会にドラムコー部門とは別のエニーキー部門を設け、最終的には2017年にこれらの部門が統合された。
国内のドラムコーの歴史が長くなるにおよび、その経験者の年齢層が幅広くなった。このことは、Yokohama INSPIRESのAlumni Corps（原則としてそのOB・OGにより構成されるコー）としてYokohama INSPIRES Alumniが結成されたことにも表れている。また、The Knightsのようにドリルショーは行わずに立奏を主とする団体も現れ、ドラムコーの活動は多様化している。

## 使用される楽器

### 打楽器
バッテリーと呼ばれる打楽器。屋外で歩きながら演奏することを目的として発展してきた。その後、マーチングバンドにも取り入れられ、現在では、ほぼ同じものが使用されるようになっている。
- マーチングスネアドラム
- マーチングマルチタム（テナードラム）
- マーチングバスドラム
- マーチングシンバル

フロントピットと呼ばれるフロントアンサンブルで使われる主な打楽器。1970年代までは、鍵盤楽器やティンパニーも可搬式のものが用いられていたが、現在では固定された状態で使用される事が多く、管弦楽、吹奏楽で用いられるものと変わらない。
- マリンバ
- シロフォン
- ヴィブラフォン
- グロッケン
- コンサートバスドラム
- ドラ
- ティンパニ
- サスペンディッドシンバル

### 管楽器
- ビューグル
  - ソプラノビューグル
  - メロフォンビューグル
  - バスバリトンビューグル
  - ユーフォニアムビューグル
  - コントラバスビューグル
- マーチングブラス
  - トランペット
  - コルネット
  - メロフォン
  - マーチングホルン
  - バリトン
  - ユーフォニアム
  - チューバ

マーチング発祥の地と言われているアメリカに本部を置き、毎年全米規模で決勝の様子がテレビ中継されるほどの人気を誇るDCI World Championshipsでは長年、規定によりビューグルで編成された管楽器セクションを有するドラムコーのみが大会へのエントリーを可能としていたが、音楽表現の観点でのルール改定により、'98年以降のDCI主催の世界大会ではG調以外の金管楽器編成がエントリー可能となり（実際にマーチングブラス編成で大会へ出場する団体が現れ始めたのは'00年以降）、それ以後、毎年決勝まで大会に残り熱戦を繰り広げる団体を初めとしたほぼ全てのドラムコーがB/F調のマーチングブラス編成で大会へエントリーしている。
なお、日本のドラムコーを発展させるため、JMBA(日本マーチングバンド・バトントワーリング協会)とは別軸で設立されたDrum Corps Japan(以下DCJ)が存在する。
DCJ主催の大会ではDCI同様、審査員席で審査するジャッジ以外にもフロアジャッジが存在し、個人の動作技術やフィンガリング、スティックコントロールまで細かく審査される。この審査方法はJapan Cupでも採用されている。
また、DCJが主催する大会ではビューグル編成のバンドとマーチングブラス編成のバンドで部門を分けて審査される。
この審査方法は物議を醸している。そもそも、DCJ設立のバックボーンとなるDCIでは前述にもある通り、1998年頃からマーチングブラスでもエントリーが可能となり、ルール改定後は出場する団体ほとんどがマーチングブラスへと移行しているが、この間、ビューグル編成とマーチングブラス編成で審査が分けられたことは一度もない（これは、2000年の決勝で同点優勝した2つのチームが、それぞれビューグル編成、マーチングブラス編成だったことからも言えることである）。

### ヴィジュアル・アンサンブル
今日的なドラム・アンド・ビューグル・コーは一般的に、カラーガード（color guard）と呼ばれる、フラッグやライフル、セイバー等の手具を使用して音楽を視覚的に表現するセクションを伴う。
2005年、セイバーに関して国内では銃刀法に触れる事が指摘され、代替の手具による演技が行われていた。
2006年3月、アルミニウム合金製のみ「模造刀剣類」の扱いとして一定の条件の元、所持使用が許可された。

## 大会

### DCI
DCI（Drum Corps International:ドラムコーインターナショナル）と呼ばれる組織により、ドラムコーの世界大会が行われている。DCIは青少年の健全育成を目的としており、競技会の参加に関しては21歳までという年齢制限がある。

### DCA
DCA（Drum Corps Associates:ドラムコーアソシエイツ）と呼ばれる組織により、ドラムコーの競技大会が行われている。DCIと違い、DCAでは競技会の参加に年齢制限を設けていない。

### DCJ Championship
DCJ（Drum Corps Japan：ドラムコージャパン）主催の日本国内大会がある。DCA同様年齢制限は無い。競技部門において、ドラムコーディヴィジョン(管楽器に関して、G基調でフロントベル仕様のビューグルという構成のみ参加が可能。)、エニーキーディヴィジョン(管楽器に関して、G基調以外でフロントベル仕様の金管楽器)がある。

## 日本の団体

### G基調ビューグル使用団体
- Blue Saints (島根県)
- Cherry Blossoms (旧：八王子チェリーズ) (八王子市、東京都)
- G-Pulsation (石川県)
- Imperial Sound (名古屋市、愛知県)
- JOKERS Drum&Bugle Corps(京都府)
- The Knights (unknown)
- Legend of ANGELS Drum&Bugle Corps (寝屋川市、大阪府)
- Maximum (函館市、北海道)
- Phoenix Regiment (大田区、東京都)
- Scrapers (松阪市、三重県)
- Sonic Lancers (埼玉県)
- Sound of Renaissance (静岡市、静岡県)
- Tokushima Indigoes Drum&Bugle Corps(佐那河内村、徳島県)
- Tokyo Phoenix (東京都)
- Ventures (神戸市、兵庫県)
- Yokohama INSPIRES Drum&Bugle Corps(横浜市、神奈川県)
- THE YOKOHAMA SCOUTS Drum&Bugle Corps(横浜市、神奈川県)

### Any Key団体
- Himeji Saints(姫路市、兵庫県)
- Pride of Soka (旧：Royal Kilties)(八王子市、東京都)
- Soka Renaissance Vanguard
- YAMATO(京都府)
- 幻(兵庫県)
- 湘南ドルフィンズ・マーチングバンド（藤沢市、神奈川県）
- Sensational ZIP（大仙市 秋田
- LifeguardⅡ（浜松市、静岡県）
- THE FOCUS (浜松市、静岡県)
- つつじが丘ジュニアマーチングバンド (豊橋市、愛知県)
- YOKOHAMA　ROBINS（横浜市　神奈川県）

### 過去に存在した日本の団体
- BayMax
- Black Eyes
- The Splendors
- Super Splendors
- Sweethearts
- The Cool Roses
- Kosei Refinado
- La Fiesta
- Yokosuka Light Friends
- Yamato Starlight Cadets